# Ջ
Das J̌e (Ջ und ջ) ist der 27. Buchstabe des armenischen Alphabets. Der Buchstabe stellt den Laut [d͡ʒ] (westarmenisch: [t͡ʃʰ]) dar und wird im Deutschen mit dem Tetragraphen Dsch (westarmenisch: Tsch) transkribiert.
Es ist dem Zahlenwert 900 zugeordnet. 

## Zeichenkodierung
Das J̌e ist in Unicode an den Codepunkten U+054B (Großbuchstabe) bzw. U+057B (Kleinbuchstabe) zu finden.